# 소춘희
소춘희(중국어 간체자: 苏春熙, 정체자: 蘇春熙, 병음: Sū Chūnxī 쑤춘시[*], 1963년 ~ )는 중화인민공화국의 조선족 모델이다.

## 일대기
1979년 중화인민공화국 건국 30주년을 맞아 당시 덩샤오핑 정부는 베이징 민족문화궁에서 각 소수 민족을 널리 알리는 행사를 개최했다. 소춘희는 고등학교를 졸업하고 지린성 옌볜 조선족 자치주의 박물관에서 근무하다 지원해 2명의 조선족 대표 중 한 명으로 뽑혔다. 당시에는 베이징에 오는 것이 쉽지 않아 경쟁률이 수백 대 1이나 되었다고 한다. 민족문화궁에서 근무했던 그는 1980년 여름 15세 때 제3차 2자오(角) 지폐의 모델이 되었다. 지폐 도안의 실제 인물은 누구인지는 오랫동안 세상에 알려지지 않았다. 그러나 26년 후인 2006년 그와 함께 2자오 지폐에 등장했던 투자족 여성 황치핑(黃其萍(황기평), 당시 49세, 현재 후난성 공무원) 씨가 신문에 소씨를 찾는 광고를 내면서 두 여성의 이름이 알려졌다. 소춘희는 한때 1989년부터 1년간 대한민국에서 SK의 한 계열사의 통역 및 사보 제작 등을 맡기도 했다.